# Rumelange

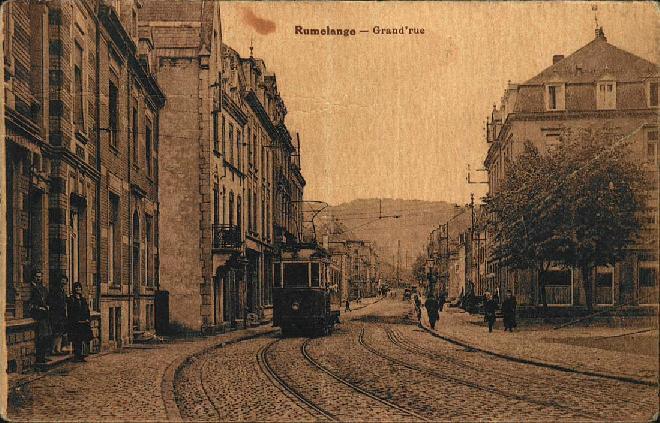
Spårvagn på Minettstram på Grand rue i Rumelange

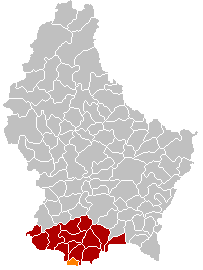
Rumelange markerad med orange i karta över Luxemburg

Rumelange (luxemburgska: Rämeleng, tyska: Rümelingen) är en kommun i kantonen  Esch-sur-Alzette i Luxemburg. Antalet invånare är 5 338. Arean är 6,8 kvadratkilometer. 

## Bildgalleri

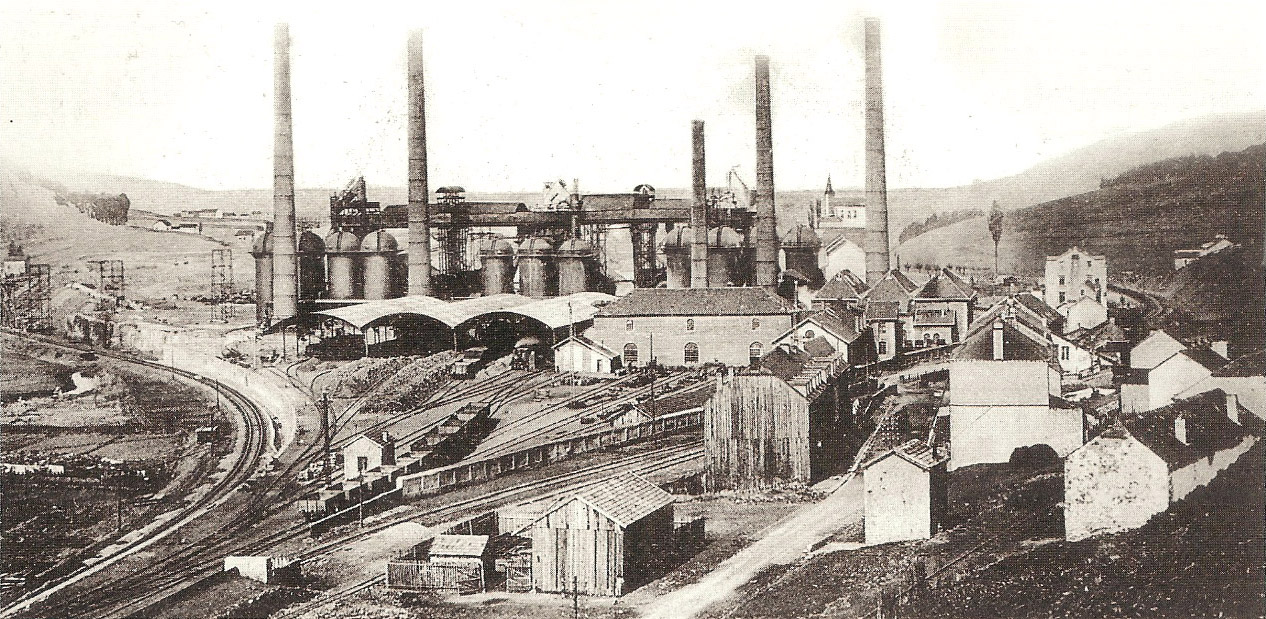
Masugnar 1909
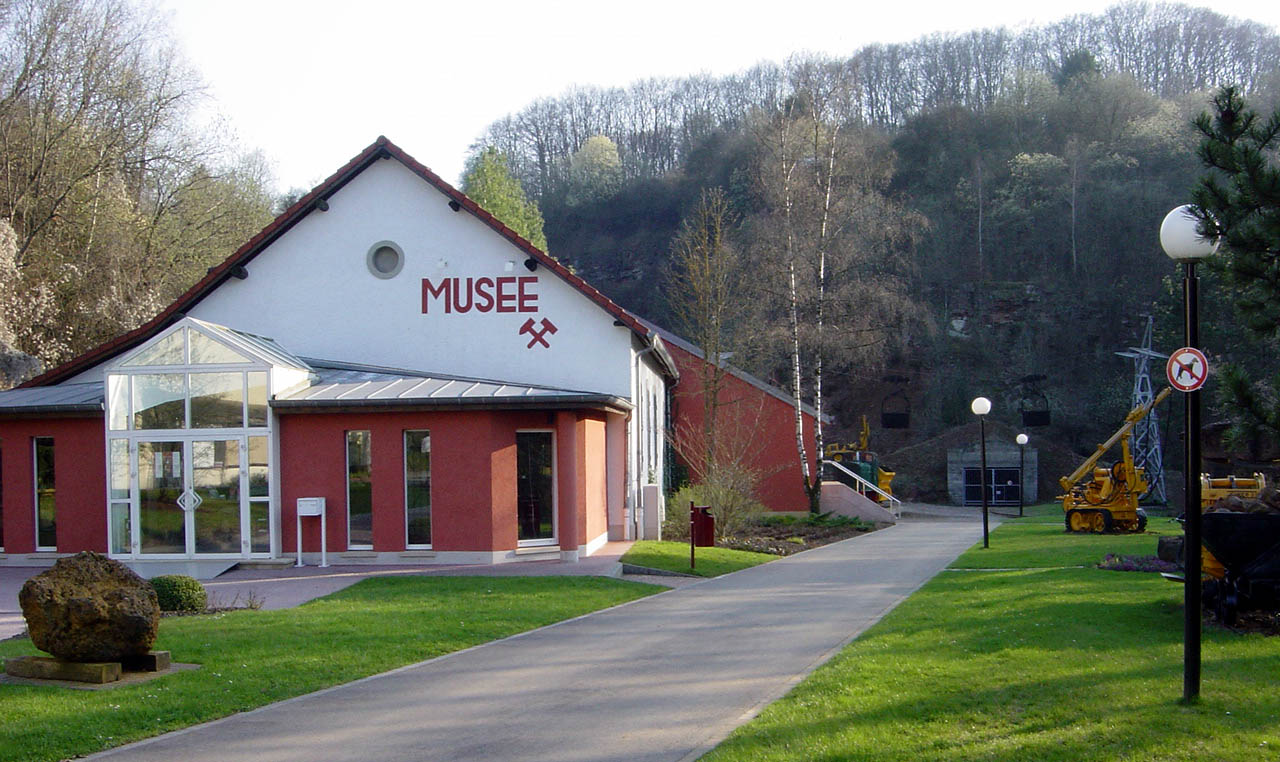
Musée des mines
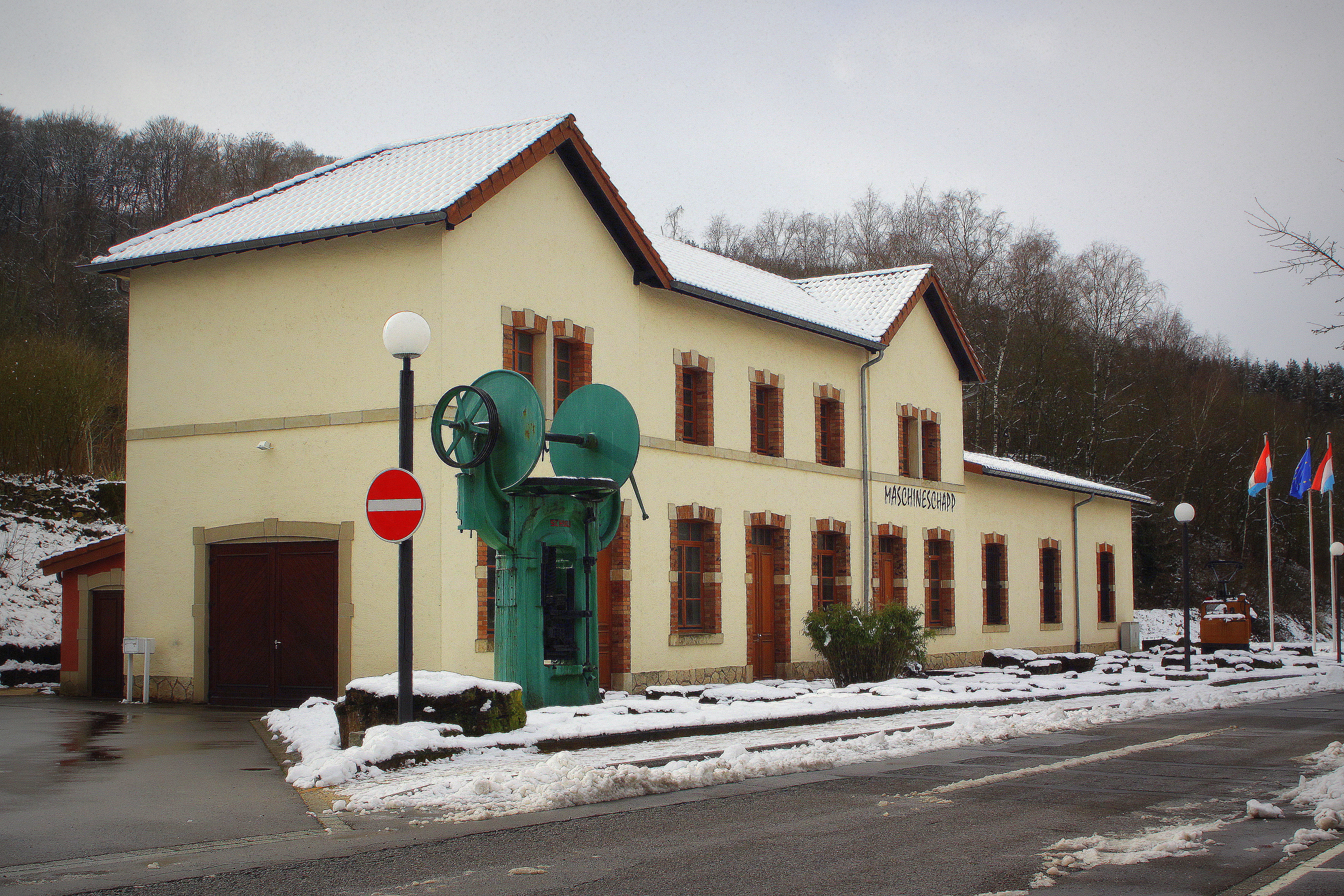
Musée des mines, maskinverksatad
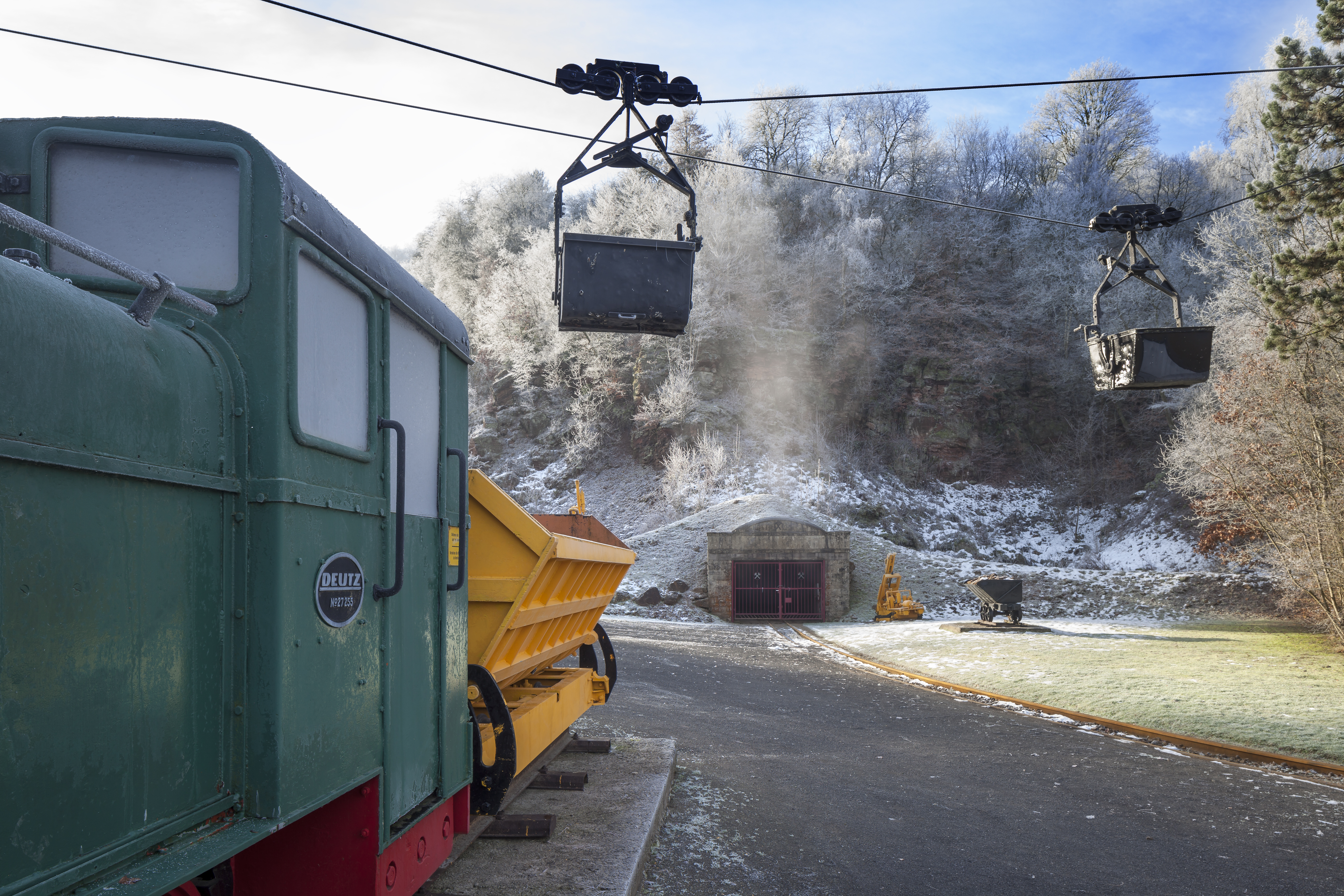
Ingång till Walertgruvan
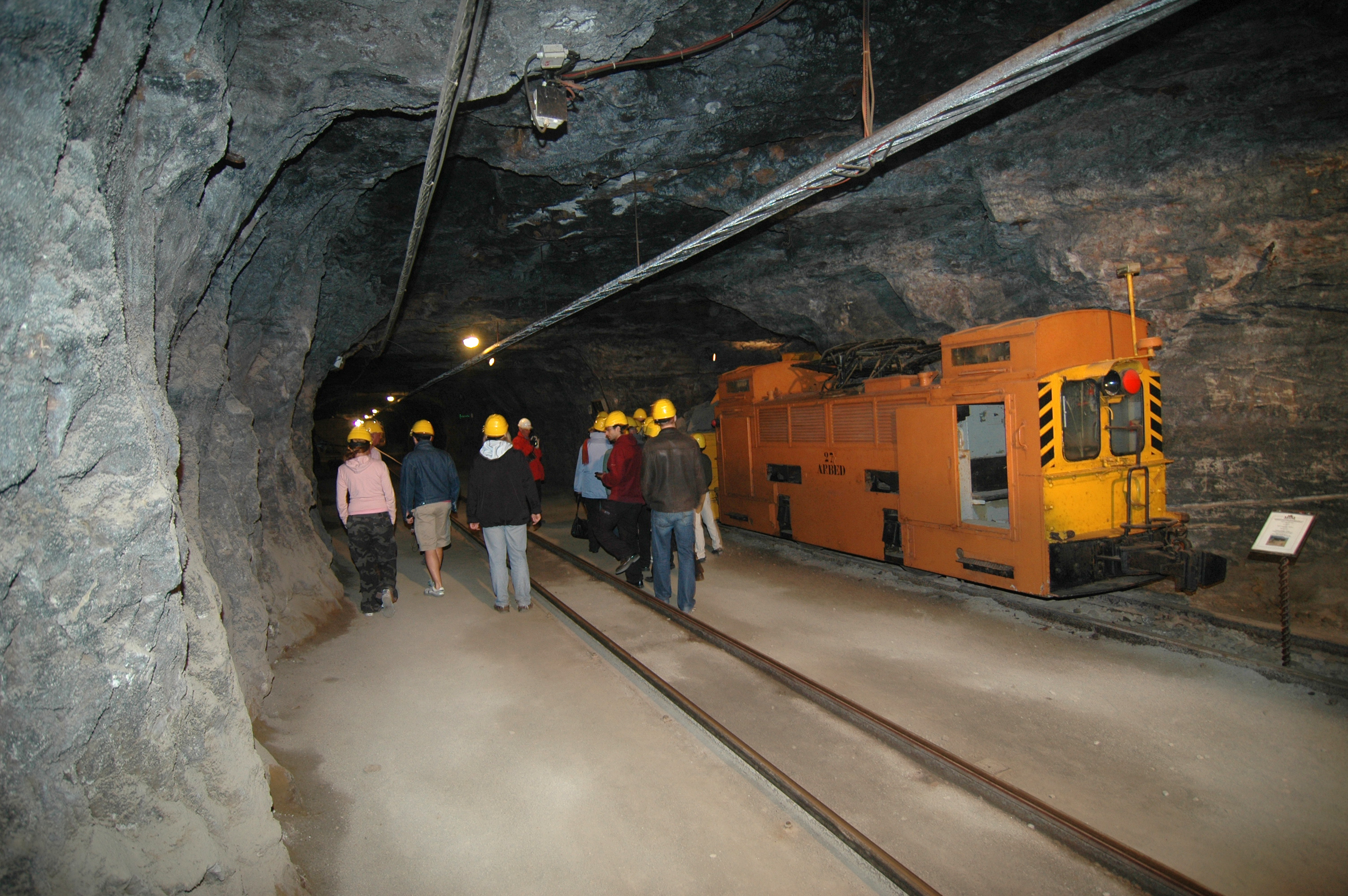
Musée des mines
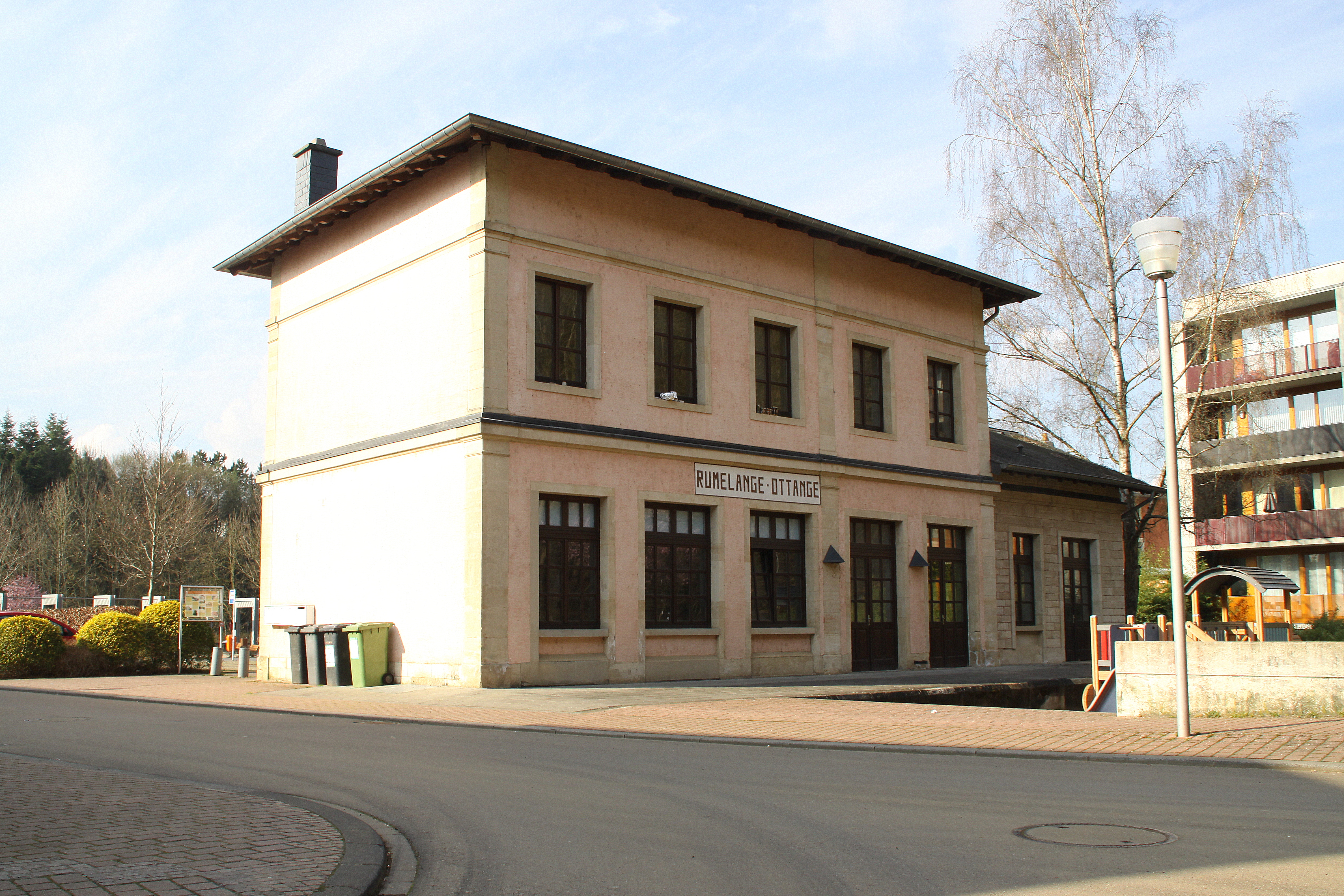
Gare Rëmeleng–Ëtteng
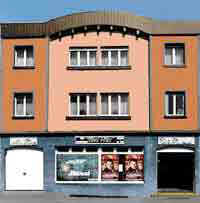
Kursaal